# Culex versabilis
Culex versabilis är en tvåvingeart som beskrevs av Sirivanakarn 1968. Culex versabilis ingår i släktet Culex och familjen stickmyggor. Inga underarter finns listade i Catalogue of Life.